# 小島元基
小島 元基（こじま げんき、男性、1994年2月19日 - ）は、茨城県出身のバスケットボール選手である。ポジションはポイントガード。身長181cm、体重84kg。茨城ロボッツ所属。つくば秀英高校卒業。東海大学卒業。

## 来歴

### 高校
つくば秀英高校に所属。2009年には1年生でありながら出場メンバーに名を連ねて、創部初となるウィンターカップ出場を果たしている（3回戦で北陸高校に敗退）。
2年生となった2010年にもウィンターカップ出場を果たし、3回戦では前年敗北した北陸高校と再び相まみえたが敗退している。

### 大学
高校卒業後に東海大学に進学した。特に4年生となった2015年は、チームだけではなく自身にとっても大きく飛躍した年となっている。
関東大学選手権で優勝を勝ち取り、自身も優秀選手に選出されている。また、第19回日本男子学生選抜大会の関東選抜メンバーに選出され、敢闘賞を受賞している。第91回関東大学リーグでもチームを優勝まで導いている。
第67回全日本大学バスケットボール選手権大会では決勝戦で筑波大に敗れ準優勝。試合には負けたものの、両チームトップの23点を記録し、凄まじい追い上げを見せるチームを牽引し、近年稀に見る接戦を作り上げる原動力となった。

### 京都ハンナリーズ
2016年2月にアーリーエントリー制度により京都ハンナリーズと契約し、プロバスケットボール選手として活動を始めた。2016年6月に同チームと契約延長することで合意し、2017年まで京都ハンナリーズに所属することが決まった。

### アルバルク東京
2017年6月にアルバルク東京と選手契約に合意し、正式に移籍することが決定した。移籍初年度である2017-2018シーズンにはチームはプレーオフに進出し、2018年5月26日に行われたファイナルにおいて千葉ジェッツふなばしを下し、チームだけではなく自身も初となるBリーグ優勝の栄冠に輝いた。
Bリーグ初となる連覇を掛けた2018-2019シーズンもアルバルク東京に引き続き在籍しプレーオフに進出、ファイナルでは前年と同じく千葉ジェッツふなばしと優勝を争うこととなった。2019年5月11日に行われたファイナルで67-71でチームは勝利し、Bリーグ初となる2連覇の栄光を勝ち取った。またこのプレーオフでは、クォーターファイナルで中地区優勝チームである新潟アルビレックスを、セミファイナルでは西地区優勝チームである琉球ゴールデンキングスを破っており、前述のファイナルも含めて3地区のレギュラーシーズン優勝チームに勝利するという快挙も成し遂げている。
2020年5月19日、契約延長に合意して2020-2021シーズンもアルバルク東京に所属することが決まった。

### サンロッカーズ渋谷
2022年6月9日、サンロッカーズ渋谷と契約を締結し、2022-2023シーズンは同チームでプレーする事が決まった。
2023年5月18日、2023-2024シーズンもサンロッカーズ渋谷に所属することが発表された。

### 茨城ロボッツ
2025年5月29日、地元チームである茨城ロボッツへの移籍が発表された。

## 人物
大学時代、および2016-17シーズンより使用している背番号は、NBAのデリック・ローズ選手がシカゴ・ブルズで着用していた番号に由来する。
京都ハンナリーズにアーリーエントリーで所属した2015-2016シーズンは、岡田優選手が1番を着用していたため9番を着用していたが、岡田が移籍したことで背番号が空いたため変更している。